# Quinisut
Quinisut [quˈinisut] (nach alter Rechtschreibung K'uinissut; Inuktun Quinihut [quˈinihu(t)]) ist eine wüst gefallene grönländische Siedlung im Distrikt Qaanaaq in der Avannaata Kommunia.

## Lage
Quinisut liegt an der Nordküste des Fjords Kangerlussuaq (Inglefield Bredning). Direkt westlich von Quinisut mündet der Gletscher Quinisut Sermiat (Hubbard Gletsjer). Von Quinisut aus sind es 36 nach Westen bis nach Qaanaaq und 26 km nach Osten bis nach Qeqertat.

## Geschichte
Die Inughuit zogen früher innerhalb vierer Wohnplatzgruppen umher. Quinisut gehört zur Wohnplatzgruppe Oqqorliit. Nur sechs Personen lebten 1951 in Quinisut. Bereits im Folgejahr war der Ort völlig verlassen.